# Leontopodium meredithae
Leontopodium meredithae là một loài thực vật có hoa trong họ Cúc. Loài này được (F.Muell.) F.Muell. mô tả khoa học đầu tiên năm 1883.